# Jade (Sweetbox)
Jade è il terzo album in studio del gruppo musicale statunitense Sweetbox, pubblicato nel 2002.
Si tratta del secondo disco realizzato con Jade Villalon alla voce.

## Tracce
Edizione standard
1. Human Sacrifice – 3:19
2. Read My Mind – 3:05
3. Unforgiven – 3:18
4. Lighter Shade of Blue – 3:49
5. Utopia – 3:00
6. Don't Push Me – 3:14
7. On The Radio – 3:12
8. Alright – 3:02
9. Stay (Shakespears Sister cover) – 3:32
10. Falling – 3:58
11. Fool Again – 3:04
12. Easy Come, Easy Go – 2:52